# Abiba Djibo
Abiba Djibo es una deportista marfileña que compitió en taekwondo. Ganó una medalla de bronce en el Campeonato Africano de Taekwondo de 2009 en la categoría de +73 kg.

## Palmarés internacional
| Campeonato Africano | Campeonato Africano | Campeonato Africano | Campeonato Africano |
| Año                 | Lugar               | Medalla             | Categoría           |
| ------------------- | ------------------- | ------------------- | ------------------- |
| 2009                | Yaundé (Camerún)    | Medalla de bronce   | +73 kg              |